# 阿尔格农·西德尼
阿尔格农·西德尼（英語：Algernon Sidney；1623年1月15日—1683年12月7日），英国政治家、议会议员。共和主义政治理论家，曾参与审判英国国王查理一世，但反对将查理一世处决。西德尼反对君权神授，主张有限政府，赞成人民推翻腐败政府。他因此被判处叛国罪并被处决。但他的思想对后世影响深远，美国国父杰斐逊和《美国独立宣言》也曾受到他的影响。